# Ys
Ys o Is, de vegades anomenada «Ker Ys» (en bretó Kêr-Is), és una vila llegendària de la Bretanya, que es diu que va ser engolida per l'oceà. Probablement a partir d'un tema celta al voltant d'una dona de l'altre món, la llegenda de la vila de Ys està molt clarament cristianitzada. L'únic element original que queda és el personatge de Dahut. La versió hagiogràfica de Pierre Le Baud, la versió més antiga coneguda, ja considera que l'engoliment per les aigües de la vila va ser degut als pecats dels seus habitants, destacant els valors evangelitzadors bretons.

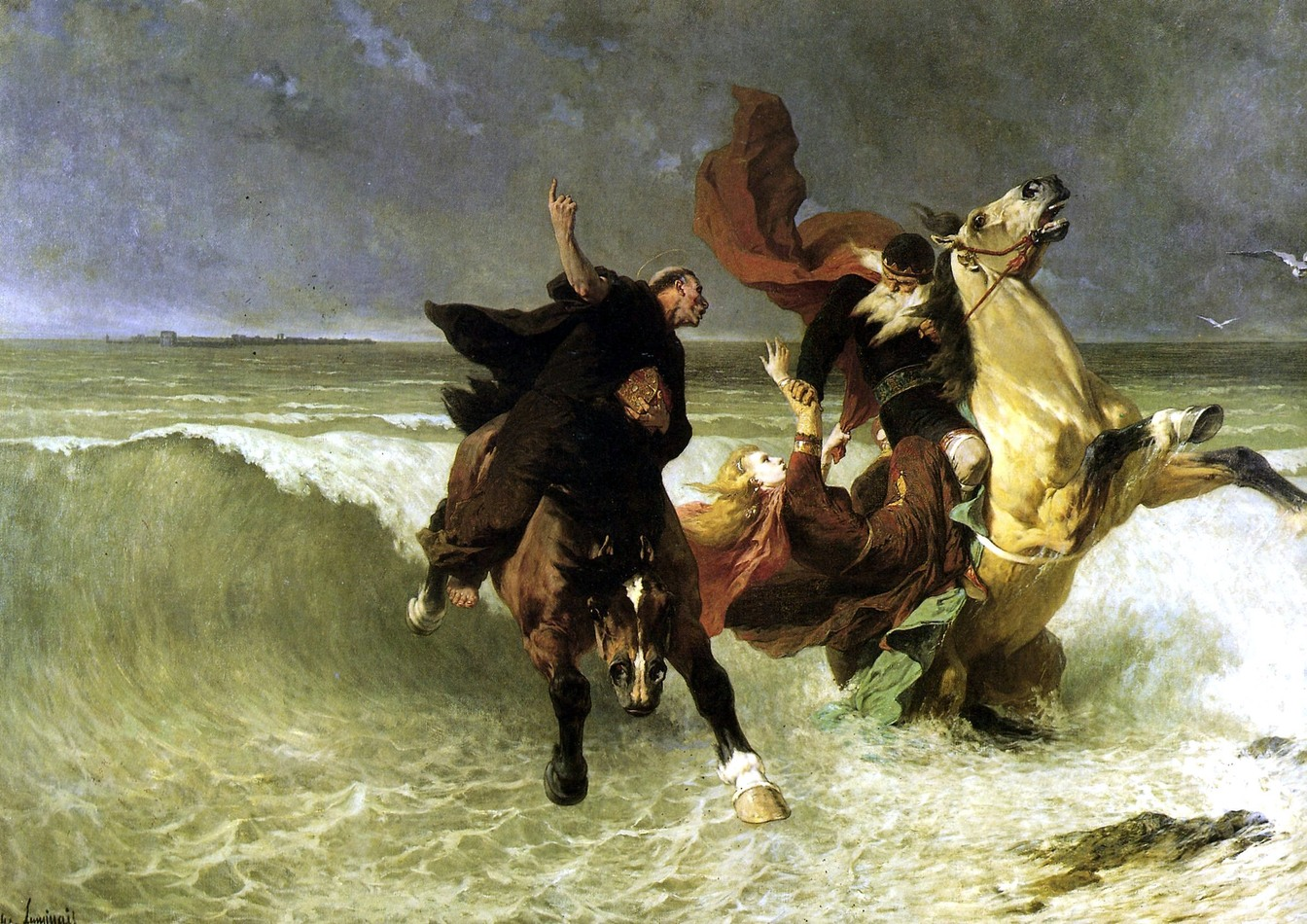
La fugida del rei Gradlon, quan Sant Guénolé demana al rei Gradlon que abandoni a la seva filla Dahut, segons Évariste-Vital Luminais, c. 1884, conservat al Museu de Belles Arts de Quimper
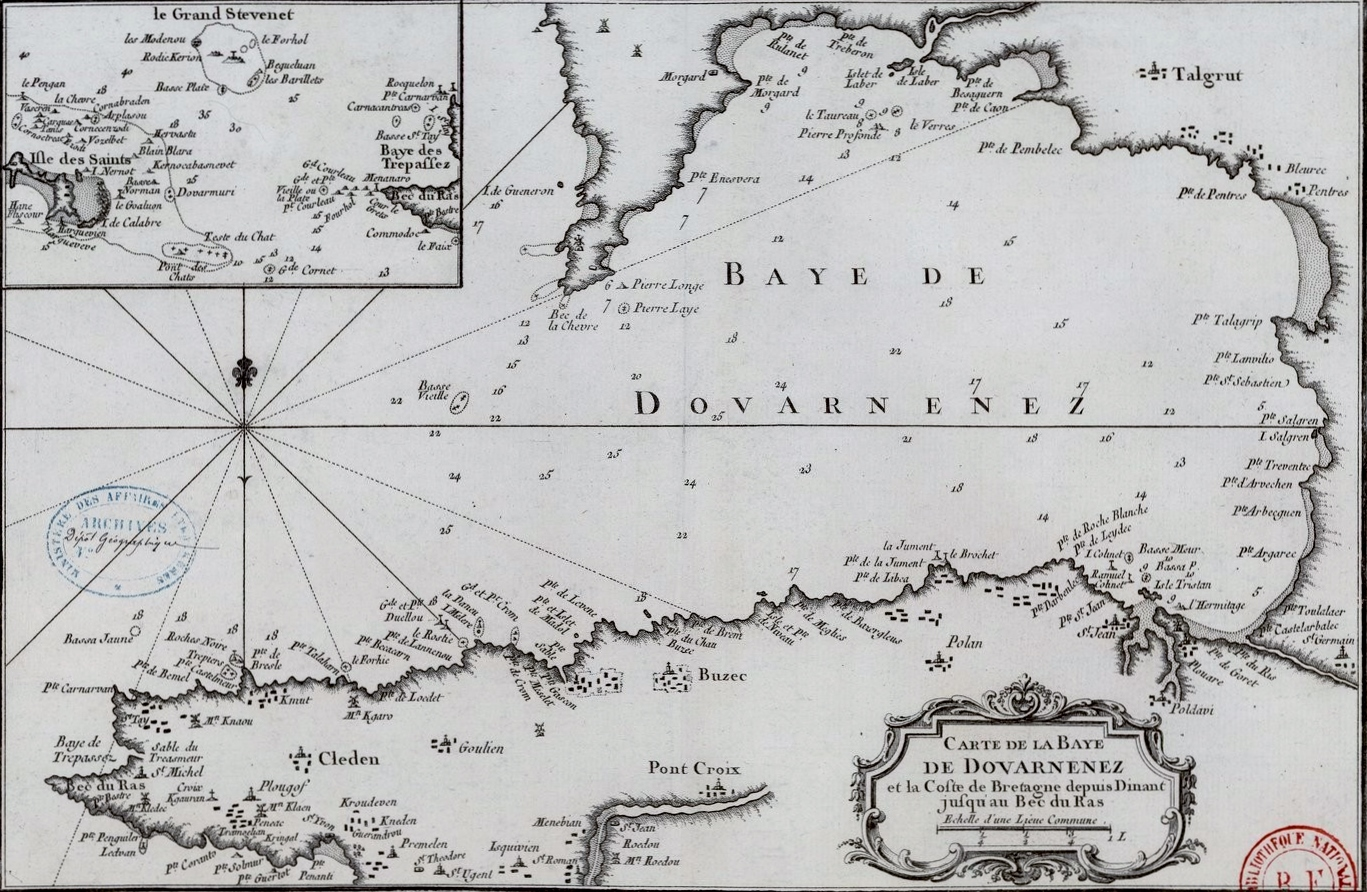
Mapa de la badia de Douarnenez, per Jacques-Nicolas Bellin, 1764
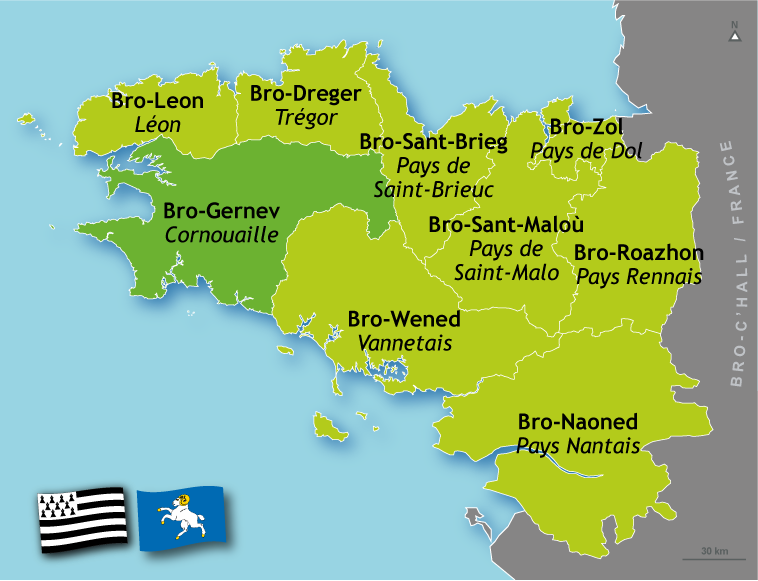
Mapa de l'actual Cornualla bretona (Bro-Gernev)

Una recent tradició bretona ha convertit Ys en la capital de la Cornualla bretona del rei Gradlon, suposadament construïda a la badia de Douarnenez o prop d'ella. Aquesta llegenda constitueix una de les històries bretones més populars i la més coneguda a França.

## Etimologia
Ys s'anomena Kêr-Is en bretó, de Kêr Izel, «Vila baixa»). Ys significa «sota» ; «sota la mar». La falsa etimologia que unia Ys a la ciutat de París és coneguda des de l'antiguitat.

## Història i evolució de la narració
| Cronologia i naturalesa de les versions conegudes fins a principis del segle xx |
| --- |
| - 1495 : Pierre Le Baud, Chronicques et Ystoires des Bretons (hagiografia). - 1636 : Albert el Gran, La vie de saint Gwénolé (hagiografia). - 1839 : T. Hersart de la Villemarqué, Barzaz Breiz (tradició oral). - 1844 : Émile Souvestre, Le Foyer breton (literatura). - 1846 : Lai de Graelent Meur, 4a edició del Barzaz Breiz (tradició oral). - 1883 : Guy de Maupassant, La Légende de Ker Ys (literatura). - 1886 : Paul Sébillot, Légendes de la mer (tradició oral). - 1893 : Anatole Le Braz, La Légende de la mort chez les bretons armoricains (1a edició) (tradició oral). - 1923 : Anatole Le Braz et Georges Dottent, Capítol xi de la col·lecció La Légende de la Mort (tradició oral) - 1926 : Charles Guyot, La Légende de la ville d'Ys d'après les textes anciens, Éditions d'Art Piazza (literatura). |

La llegenda de la vila de Ys és la història llegendària més famosa de la Bretanya, i també la més coneguda de les llegendes marítimes de França, gràcies a l'àmplia difusió de la qual es va beneficiar al segle xix. Tot i això, mai va ser la mateixa història. No hi ha una història original, i les versions més antigues són posteriors a la cristianització de la Bretanya. Les diferents versions constitueixen variacions més o menys reeixides entorn a un tema que no és gaire estable. Hi ha un gran nombre de versions, més o menys allunyades del mite. La llegenda va ser construïda i es continua construint segons la imaginació popular. Louis Ogès ha estudiat aquesta progressiva elaboració de la història, i ens mostra com cada autor s'ha apropiat del relat segons els seus interessos al llarg dels segles. La «tradició popular» gairebé sempre s'invoca per donar pes o justificar creacions literàries personals. Al principi hagiogràfica, la llegenda és contada i cantada localment abans d'escampar-se a la paraula escrita arreu de França, sobretot gràcies a Émile Souvestre i Aougust Brizeug.
La història de la majoria de versions en circulació des del segle xx es deu a Charles Guyot i data del 1926. Segons Françoise Le Roux i Christian-Joseph Guyonvarc'h, el personatge de Malgven («la reina de Nord» i la mare de Dahut), així com el cavall Morvarc'h són només les seves invencions literàries.Tanmateix, es diu que aquesta versió que és la «versió canònica» de la vila de Ys des de mitjan segle xx, sobretot per Jean Markale i Michel Le Bris.

### Origen
En conjunt, Ys està vinculada a dos grups de mites: el de les ciutats enfonsades i el de les dones de l'altre món, particularment irlandesos i gal·lesos. La comparació amb els altres mites celtes de l'immersió revela un possible mite comú original que implica una fada (o una dona de l'altre món) guardiana d'una vàlvula que impedeix que les aigües s'estenguessin i que provoqués la inundació d'un gran ciutat.

### Versions hagiogràfiques
La menció més antiga coneguda de la ciutat de Ys prové de l'historiador bretó Pierre Le Baud, dins de les seves Chronicques et Ystoires des Bretons (Cròniques i històries dels bretons) publicades a finals del segle xv. Tracta de Sant Corentin, consagrat bisbe per Sant Martí després d'haver estat testimoni de l'immersió de la ciutat per culpa dels pecats dels seus habitants. Segons Baud, «el rei Gradlon va sobreviure miraculosament», i les restes de la vila visibles a la costa van rebre el nom de «Ys». Aquest breu resum mostra que al segle xv, el mite de Ys ja estava cristianitzat. Bertrand d'Argentré va assenyalar el 1583 aquesta creença a la vila submergida de Ys, i va afegir que no hi ha testimoni d'això, cosa que sembla vincular aquesta història a la llegenda. La versió igualment hagiogràfica d'Albert el Gran, del segle xvii, es titula La vie de saint Gwénolé (La vida de sant Gwénolé), i completa la cristianització del tema introduint el càstig diví. A la versió més antiga de Pierre Le Baud del 1495, no apareix Dahut. Va aparèixer el 1636 amb la d'Albert el Gran (escriba) a La Vie des saints de Bretagne Armorique (La vida dels sants de la Bretanya armoricana): «la causa principal va ser la princesa Dahud, la descarada filla del bon Rei, qui va morir en aquest abisme [...]». La literatura bretona posterior es basa en aquesta versió.

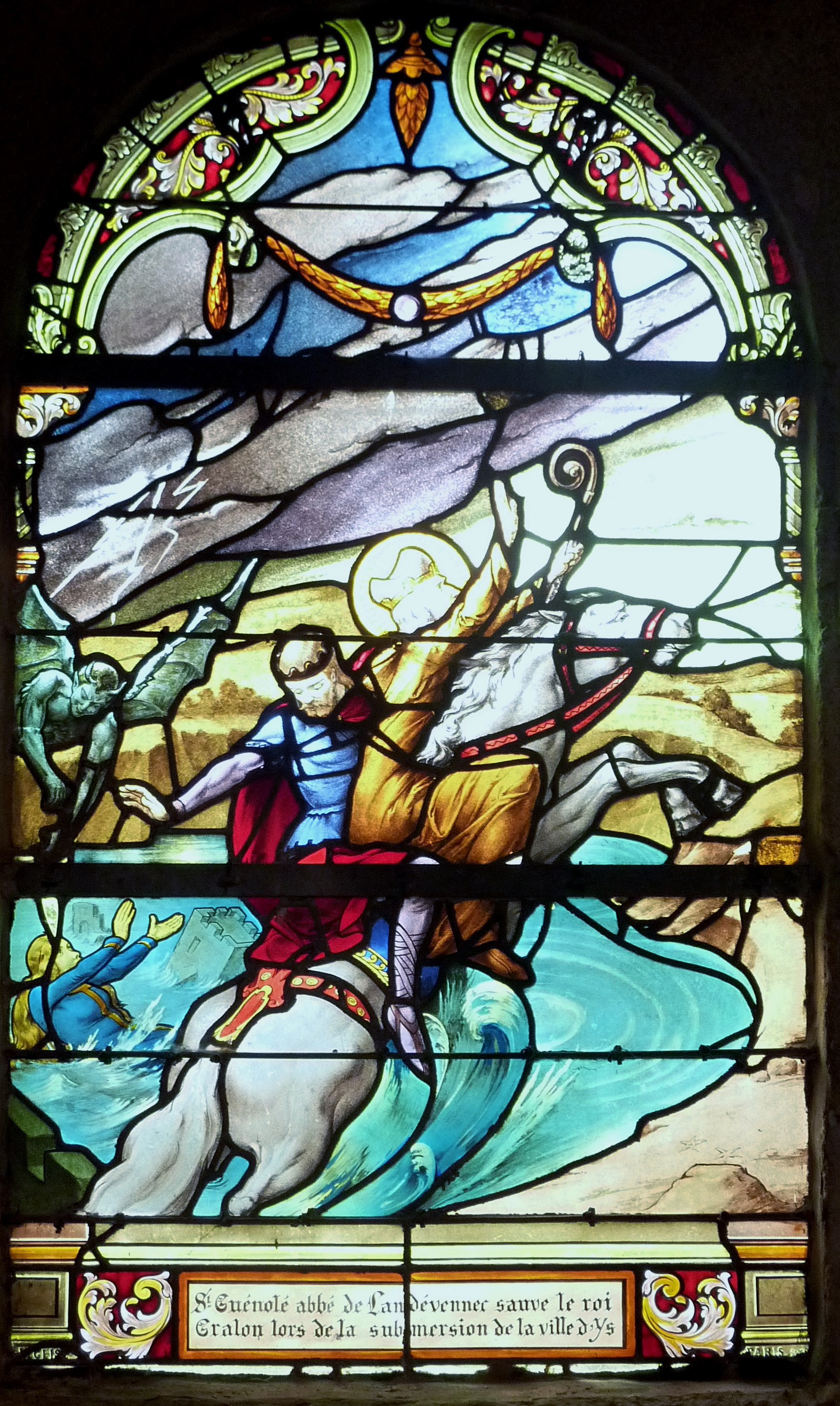
Vitrall de Gabriel Léglise, a l'església parroquial de Saint-Germain (Kerlaz), que representa a Sant Guénolé, abat de Landévennec, salvant al rei Gradlon durant l'enfonsament sota les aigües de la vila de Ys
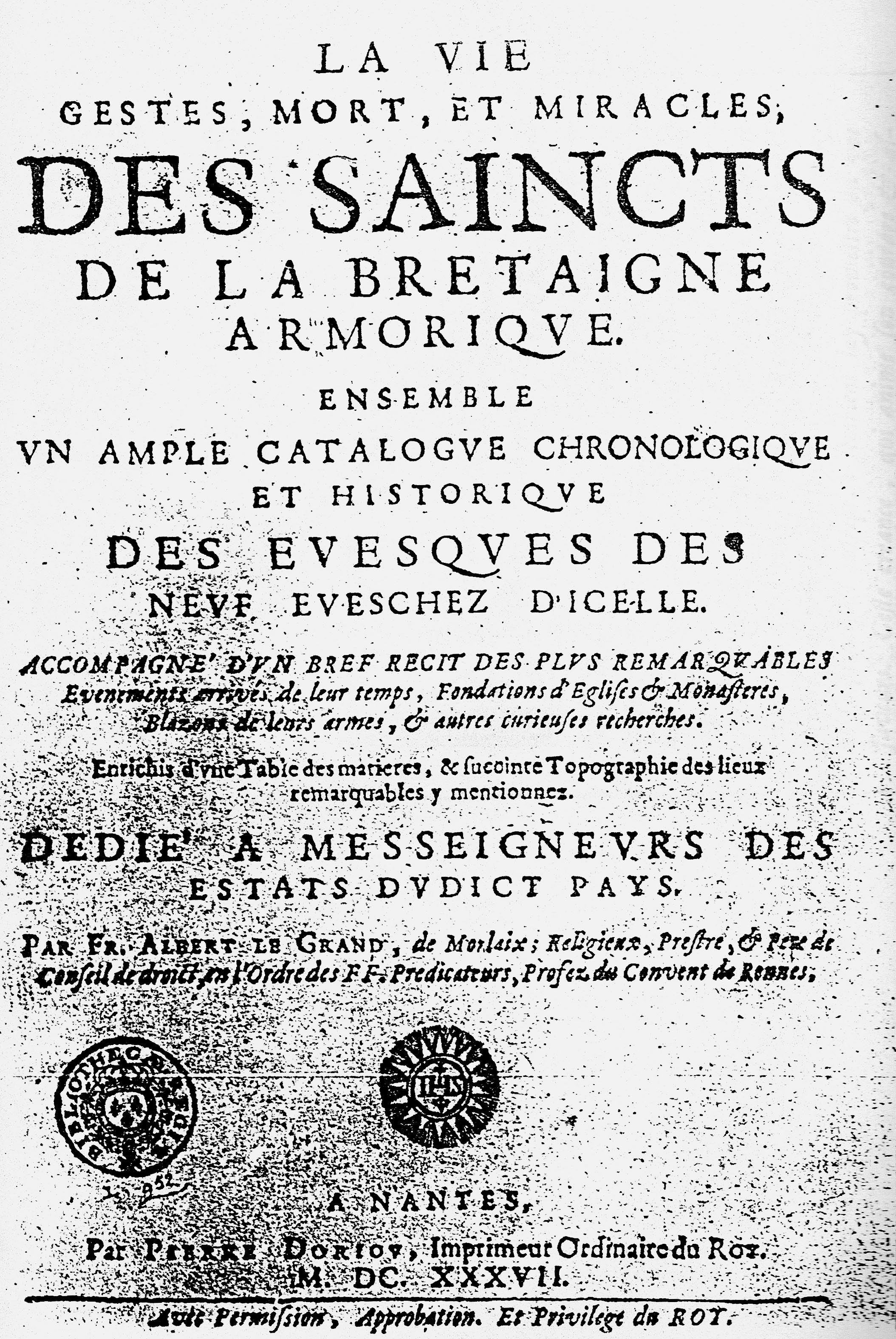
Portada de la primera edició de La Vie des saints de la Bretaigne armorique d'Albert Le Grand, 1636, font de la majoria de les versions antigues de la llegenda de la vila de Ys

També són les versions hagiogràfiques les que semblen haver introduït l'esplendor de la vila de Ys. Una segona versió de la Vita de Sant Guénolé especifica que el sant retreu al rei Gradlon el luxe de la seva cort, les sedes, l'or i les festes de les quals es delecta. Per a Arthur de La Borderie, aquesta Vita és a l'origen de les versions posteriors de la llegenda de Ys, que tots descriuen la cort de Gradlon com a luxosa i desbaratada.

### Versions literàries

#### Émile Souvestre

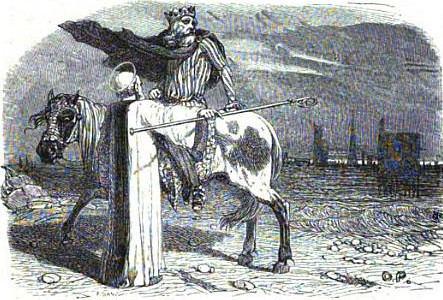
Gradlon i Corentin. Gravat de la llegenda Keris de la col·lecció d'Emile Souvestre, Le foyer breton, 1844.

Émile Souvestre narra una versió de la llegenda de Ys a Le Foyer Breton (La llar bretona), on l'home de Déu és Sant Corentin, el patró de la ciutat de Quimper. Per tant, en la seva versió, Ys es troba a Quimper. No és Dahut qui obre les portes que protegien la ciutat, sinó el Diable, qui va robar les claus d'argent que guardava el rei Gradlon després d'una nit d'orgia que va passar amb la princesa. La seva versió no es pot considerar que estigui directament relacionada amb el folklore bretó, perquè Souvestre és conegut per haver arranjat i modificat molt les seves històries. Probablement es va inspirar en la versió de Pierre Le Baud i en les Grandes chroniques de la Bretagne d'Alain Bouchart.

#### El lai de Graelent Meur
Théodore Hersart de la Villemarqué inclou el Lai (gènere literari) de Graelent Meur després de la quarta edició del Barzaz Breiz. La seva autenticitat és discutible perquè La Villemarqué sembla haver-se inspirat en temes gals. Tot i que ho atribueix a Marie de France, aquest lai no sembla una de les seves obres. Es fa referència a l'anònim de Ravenna (geògraf qui cita Ker Is o Chris).

#### Charles Guyot
La trobada de Gradlon i Malgven és un afegit de Charles Guyot (1926). Aquesta unió vincula la història a la mitologia nòrdica, inventant una ascendència «màgica» a Dahut. El rei Gradlon de Cornualla té molts vaixells que utilitza per combatre als països del nord. Cansats d'aquestes batalles, els mariners de Gradlon es van negar a continuar el setge d'una fortalesa desconeguda. Gradlon els permet tornar a Cornualla i opta per quedar-se a les regions del nord. El sobirà es troba amb una dona de pèl vermell, Malgven, «la reina del nord». Ella demana que mati el seu marit perquè puguin ser lliures. Maten el rei del nord i es troben en Morvarc'h («cavall de mar» en bretó), la muntanya màgica de Malgven. L'animal negre escup foc per les fosses nasals i pot galopar sobre el mar, una peculiaritat que la llegenda associa amb el fet que el cavall galopava tan de pressa que les seves peülles no tenien temps d'enfonsar-se a l'aigua. Gradlon troba el seu vaixell.
Gradlon i Malgven van passar un any a la mar, de manera que Malgven va donar a llum una filla, Dahut. Dahut és un apassionada de la mar i demana al seu pare que construeixi una ciutat marina per a ella. Es realitza segons el seu desig; es construeix la ciutat desitjada al fons de la badia de Douarnénez i es diu Ys. Dahut vol una ciutat sense església. Al començament del regnat de Gradlon, la ciutat estava sota el nivell del mar a la marea alta. Els korrigans creen un dic molt alt per tal d'evitar que l'aigua entri a la ciutat. Només una porta de bronze permet entrar o sortir de la ciutat. Dahut li confia la clau al seu pare, el rei. Ys és florent i feliç. Tot i això, malgrat els sermons de Sant Guénolé, Ys es converteix en un lloc dels pecats sota la influència de Dahut, qui organitza orgies i després solia matar als seus amants al matí. El seu comportament és tal que Déu decideix castigar-la. Un cavaller vestit de vermell arriba a Ys, roba la clau, obra la porta i l'aigua comença a entrar a la ciutat. Per escapar del desastre, el rei Gradlon i la seva filla pugen als lloms de Morvarc'h. Però Sant Guénolé els persegueix i demana a Gradlon que abandoni la seva filla. Gradlon es nega, pero Guénolé agafa a Dahut i la llença a la mar. La vila de Ys desapareix sota les aigües i Dahut es converteix en una sirena.

#### Altres autors
El 1883, Guy de Maupassant va publicar La Légende de Ker Ys (La llegenda de Ker Ys) a la revista Le Gaulois. La història és molt curta, però típica de la visió romàntica de la història.
El 1895, Robert W. Chambers va publicar Le Roi en Jaune, una col·lecció de narracions de terror, sobretot La Demoiselle d'Ys. En aquesta història curta, un viatger estatunidenc es perd en el bosc de Brocéliande i coneix una jove vestida a la moda del segle vi i acompanyada dels seus seguidors
El 1961, l'editorial d'art Jos Le Doaré va publicar la versió francesa del text original bretó, La Bretagne aux légendes (La Bretanya a les llegendes) de Pierre-Jakez Hélias, sobretot La submersion d'Is (La immersió de Ys) que comença amb «Quan la marea alta de març, que s'anomena marea de Saint-Guénolé, es produeix precisament el Divendres Sant…», i Marie Morgan que descriu la trista vida «d'Ahès-Dahut, convertida en Marie-Morgane per l'època de la seva condenació» i que acaba amb «I la vila de Ys encara espera, finalment, que s'acabi la missa de la redempció».

### Versions orals

#### Les recopilacions de Paul Sébillot
Durant les seves recopilacions, Paul Sébillot no va aconseguir trobar una versió oral completa de la llegenda de la vila de Ys, però en va recollir «restes». Una versió datada de 1830 explica que la vila de Ys podia haver-se salvat amb la sang de Crist. Segons aquesta versió es va celebrar una missa amb el trasllat d'un calze des de la part superior de la catedral: «Si hagués pogut arribat el calze abans que hagués caigut a terra i portar-lo intacte fins a la badia de Douarnenez per vessar el seu contingut a la mar, el sacerdot hauria acabat la missa de Sant Guénolé i Ys hauria tornat a la vida, tan bonica com era abans».

#### Les recopilacions d'Anatole Le Braz

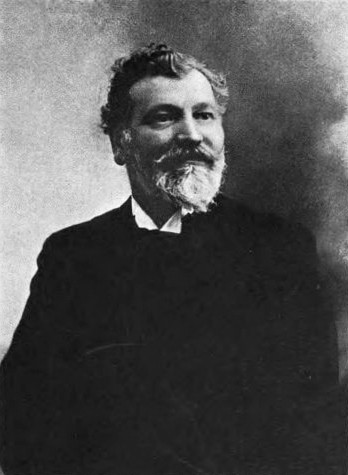
Anatole Le Braz va recopilar diversos elements de tradició oral referents a la vila de Ys.

Anatole Le Braz va recopilar a finals del segle xix elements del folklore oral de la Baixa Bretanya relacionats amb la vila de Ys. Tot i que es tracta de fragments sense coherència i que no permeten reconstruir una versió precristiana de la llegenda, per a Françoise Le Roux i Christian J. Guyonvarc'h permeten distingir el tema de la dona de l'altre món. Una diferència important amb la versió d'Émile Souvestre rau en el fet que Dahut és llançada a l'aigua pel seu pare, i no per cap del sant.
Le Braz recull el motiu de la «letargia» de Ys el 1887 a Douarnenez, de Prosper Pierre: Un mariner va veure una catedral il·luminada mentre navegava. Confia la seva visió al rector, qui respon «Heu vist la catedral de Ys. Si haguéssiu propossat al sacerdot de fer una missa, tota la vila de Ys hauria emergit de les onades i França hauria canviat de capital». En la introducció a l'edició de 1906 de La légende de la mort, Léon Marillier assenyala aquesta visió de Ys com a ciutat «suspesa» en lloc de ser aniquilada pel seu enginy dels seus habitants: «Quan la ciutat va ser submergida, tothom va mantenir l'actitud que tenien i continuaven fent el que feien en el moment del desastre. Les velles que filaven continuaven filant. Els comerciants de teles continuen venent la mateixa peça de tela als mateixos compradors […] hi havia un centenar de catedrals a Ys i en cadascuna d'elles havia un bisbe que oficiava. Quan la ciutat es va submergir, tothom va mantenir l'actitud que tenien i van continuar fent el que feien en el moment del desastre».
Le Braz recull a Callac una història que situa la llar d'Ahès (Dahut) «a un centenar de legues del mar», i és a partir d'aquí que «neda per la mar cantant, acompanyada d'una gran balena que no l'abandona mai i devora tots els mariners que la sirena ha seduït». Tina Fouquet, narradora de l'île-de-Sein, afegeix que després que el seu pare Gradlon la llancès a la mar seguint les ordres de Sant Guénolé, Dahut / Ahès va agafar el nom de Mary Morgane. Quan la lluna és visible a alta mar i el clima clar anuncia una tempesta, ella canta amb «la seva veu de sirena». Le Braz també relata una tradició segons la qual el primer pont que es va intentar construir a Douarnenez es va esfondrar, ja que es trobava a sobre del lloc on Dahutva ser llançada a la mar.

#### Altres recopilacions
Yann ar Floc'h va recollir el 1905 la versió oral més llarga coneguda de la història del rei Marc'h, en la qual Dahut intervé dues vegades per castigar-lo (intercanviant les orelles amb les del seu cavall Morvarc'h, quan l'assistia durant la seva mort). Aquesta història demostra una contaminació entre aquestes dues grans llegendes bretones.

## Personatges
La llegenda de la vila de Ys gira al voltant de tres personatges: el sant (Corentin o Guénolé) que encarna el Bé, Dahut que encarna el Mal, i el rei Gradlon qui ha de prendre una decisió. Cap de les versions antigues (les hagiogràfica) no atribueix cap caràcter particular a cadascun dels personatges.

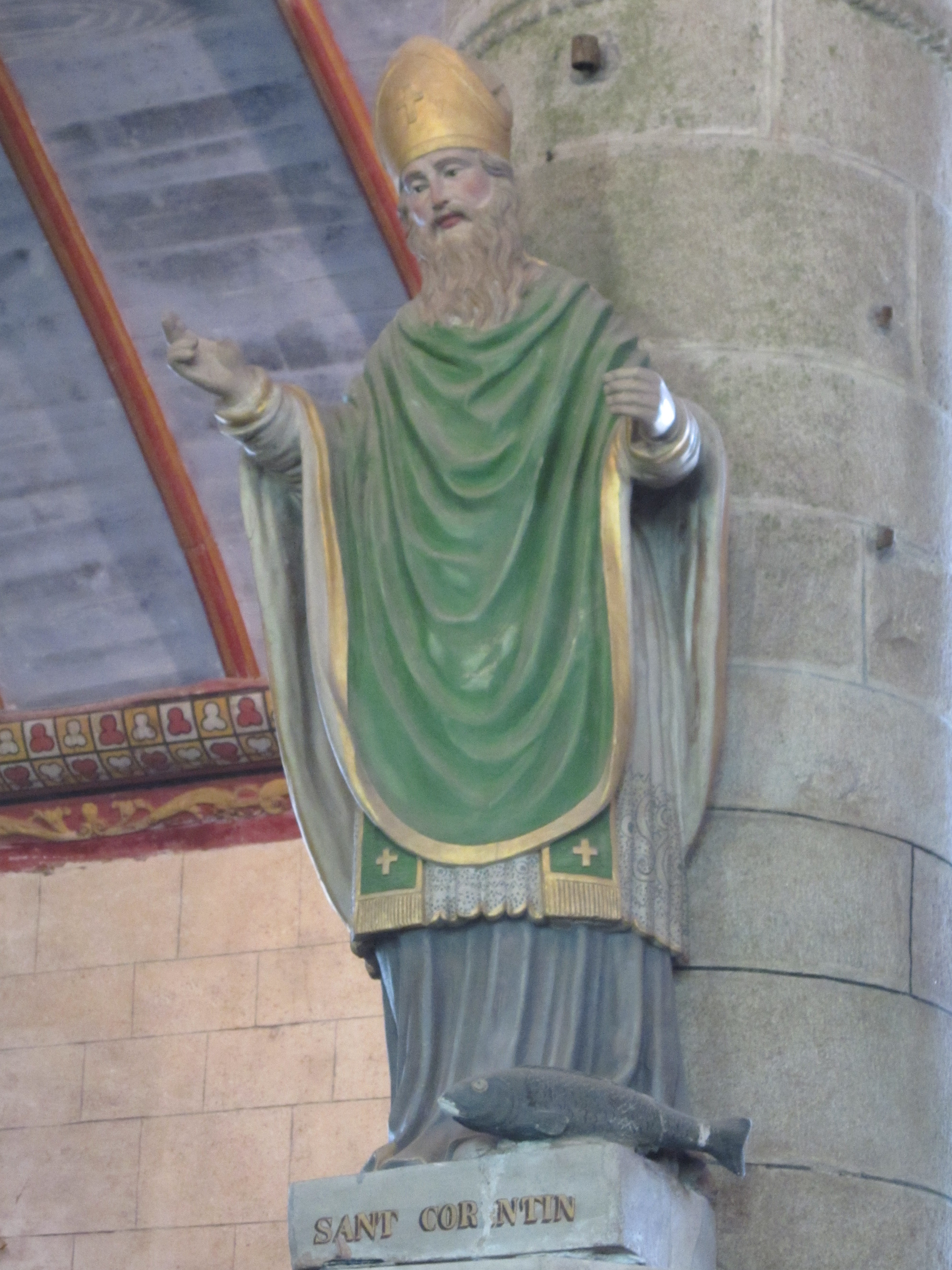
Estàtua de Sant Corentin a l'església de Saint-Germain de Pleyben
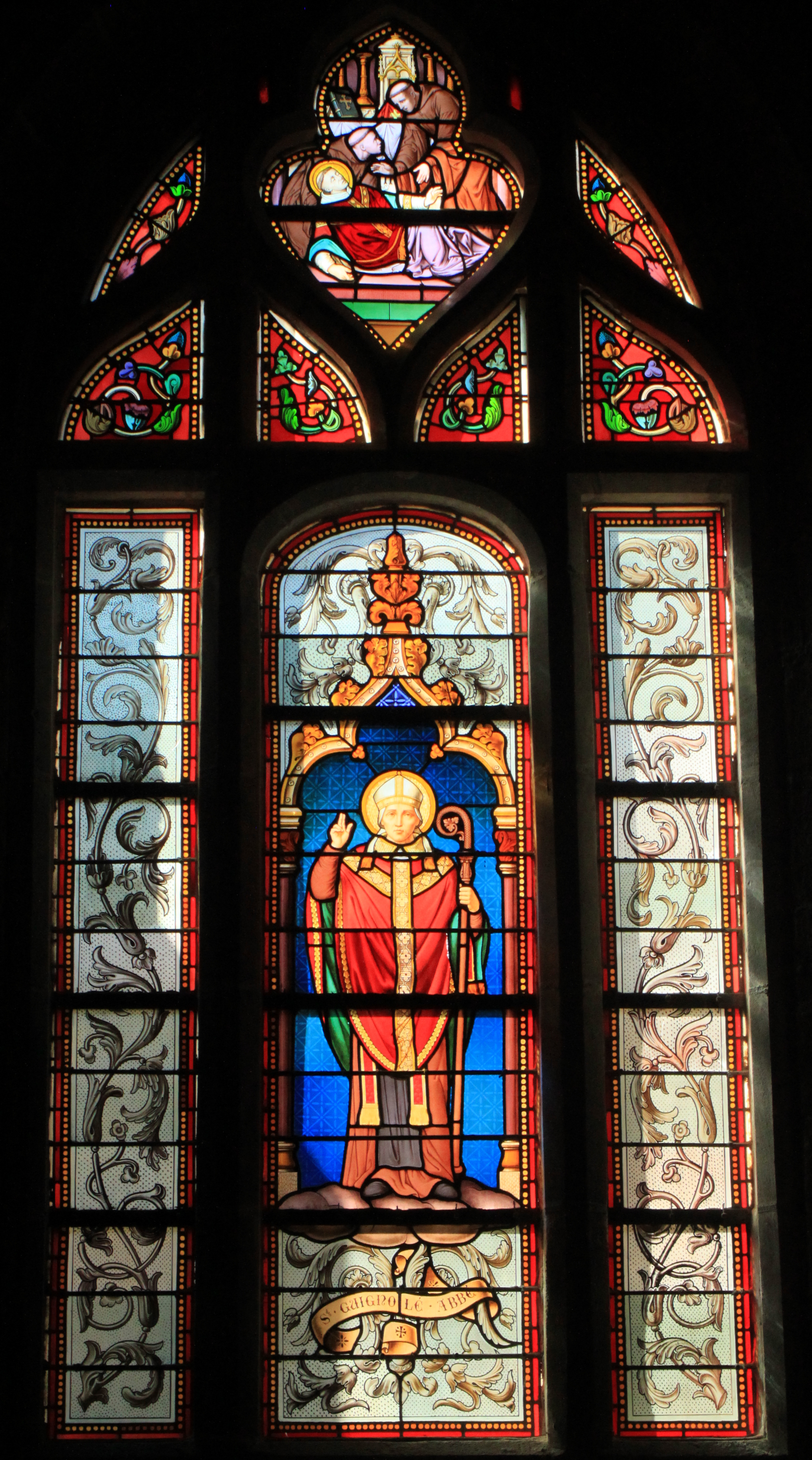
Vitrall de Sant Guénolé a l'església de Saint-Guénolé de Batz-sur-Mer, Batz-sur-Mer
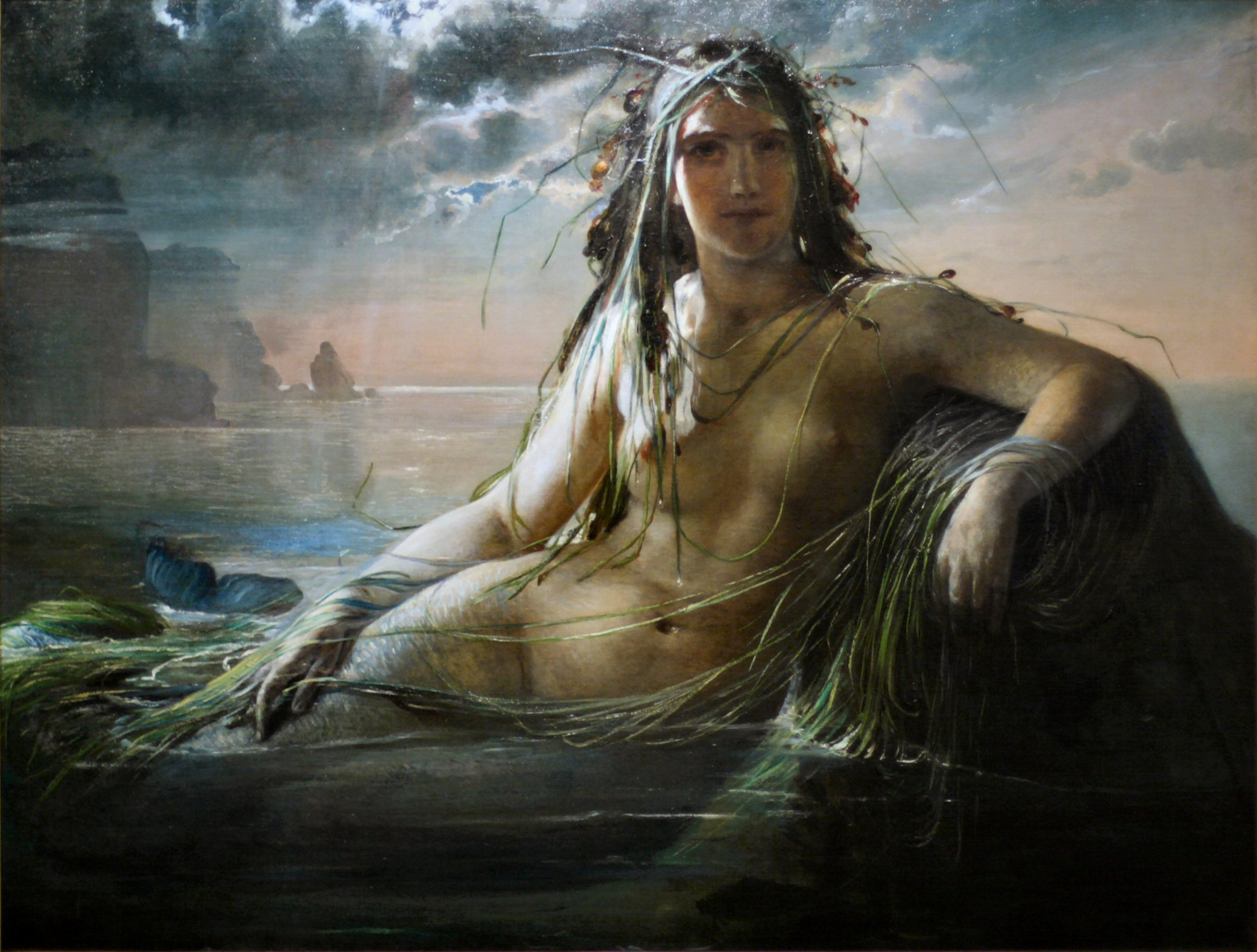
Segons diverses històries bretones, Dahut es converteix en Marie Morgane o en una sirena. Quadre d'Elisabeth Jerichau-Baumann, 1873
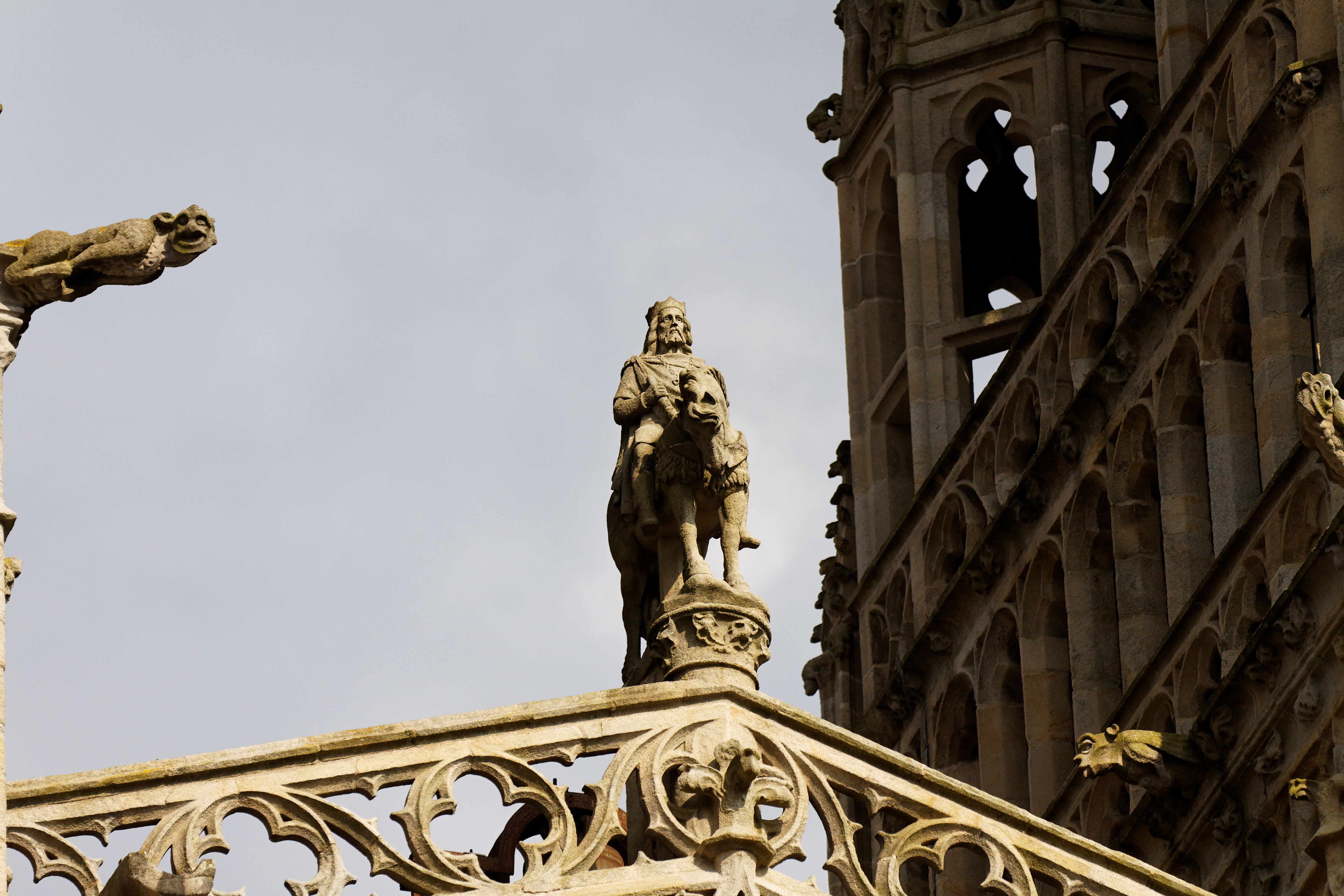
Estàtua del rei Gradlon sobre el seu cavall Morvarc'h, situada entre les torres de la catedral de Saint-Corentin, a Quimper

En les versions hagiogràfiques, el personatge principal sempre és el del sant, ja sigui Corentin o Guénolé. Les accions i els llocs d'atribució (Douarnénez o Quimper) són intercanviables. El sant actua per eliminar la font del mal de la vila de Ys, concretament Dahut.
Per a Régis Boyer, Dahut podria estar influïda per la imatge de la deessa mare de les mitologies nòrdiques.
El rei Gradlon ha estat present durant molt de temps en les llegendes bretones, sobretot com a fill de Conan Mériadec. La tradició situa la seva tomba a l'Abadia de Landévennec. Al llarg de la llegenda de la vila de Ys, Gradlon apareix indecís entre dos valors: l'amor que té per la seva filla i el respecte pels valors cristians. En la versió més antiga de Pierre Le Baud, és qui nomena Corentin bisbe de Quimper.
Altres personatges, com la reina Malgven i el cavall Morvarc'h són probablement les invencions de Charles Guyot.

## Anàlisi
La vila de Ys té un paper central en les llegendes i creences bretones.

### Localització
Si la suposada ubicació de Ys ha canviat al llarg del temps, la seva ubicació a la Baixa Bretanya s'ha mantingut constant. El 1526, l'impressor Josse Bade va fer aparèixer a Les Nits Àtiques una menció de la ubicació de Ys a Armòrica, a prop de Tonquédec. Émile Souvestre cita aquesta coneguda tradició, segons la qual la vila de Ys es trobava en la qual avui és la badia de Douarnenez. Situa la part encara visible de les seves ruïnes a l'île Tristan (en bretó, Ar Fort). Paul Sébillot escriu que la badia de Douarnénez «no sempre ha tingut la seva configuració actual», fent esment de la presència de roques i un dolmen que apareix durant les grans baixamars, cosa que suggereix que allà va quedar submergida una ciutat.
Després de ser engolida, al lloc on es va convertir en la nova costa de la badia de Trépassés, va aparèixer un nou poble anomenat Douarnénez (del bretó Douar nevez, «nova terra»). Tanmateix, l'etimologia més probable de Douarnenez sigui «Tutouarn-enez» (illa de Tutouarn). Un altre origen és «Douar an Enez» (la terra de l'illa), en referència a l'Île Tristan.

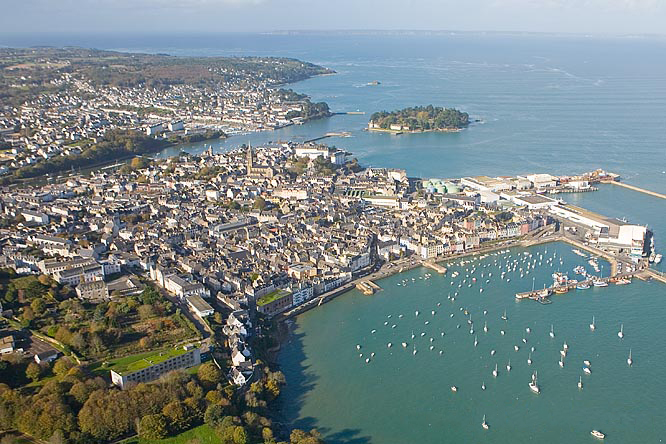
Vista aèria de Douarnenez, on es pot veure l'île Tristan
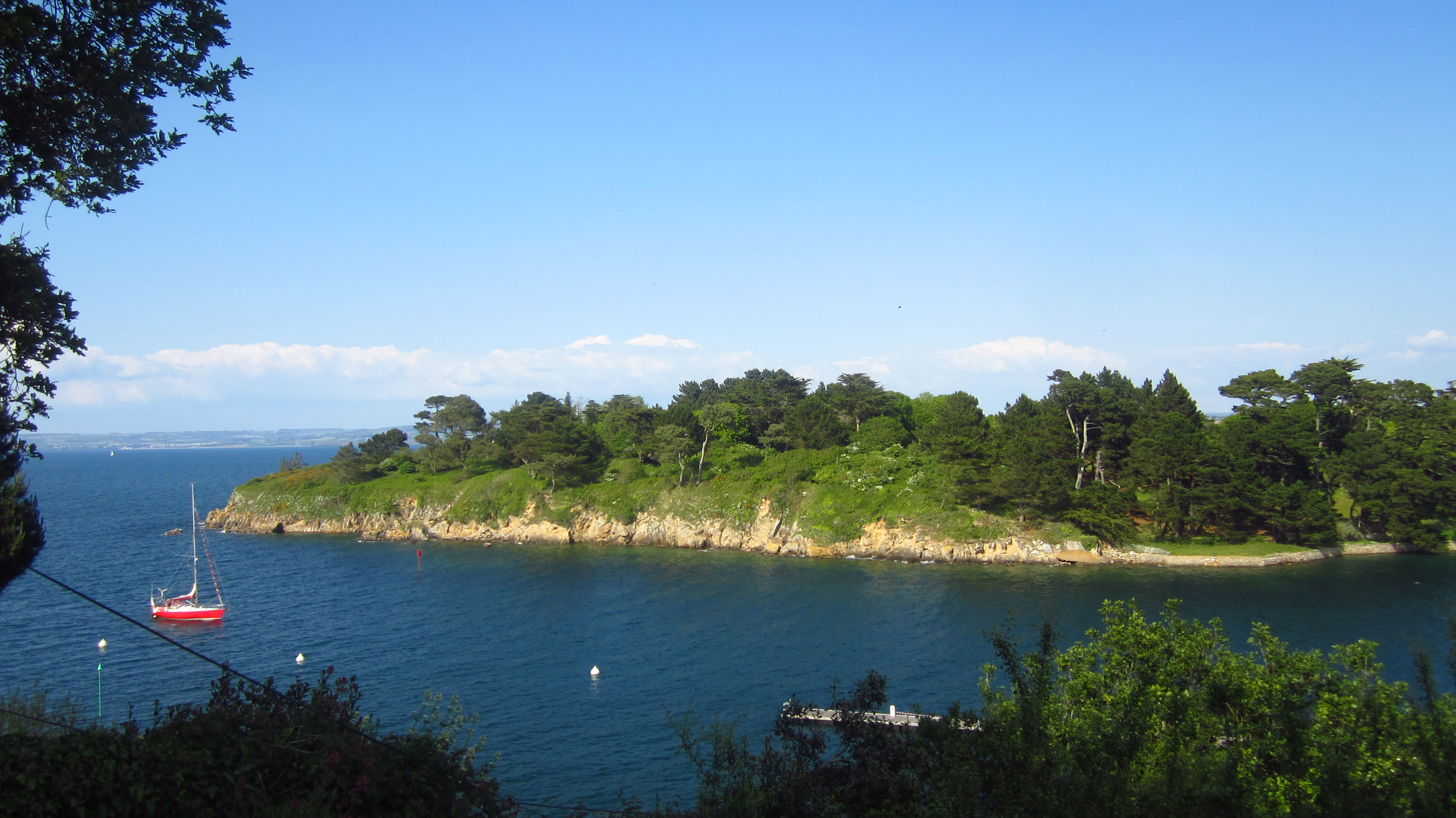
L'île Tristan seria la part emergida de la vila de Ys, a la badia de Douarnenez
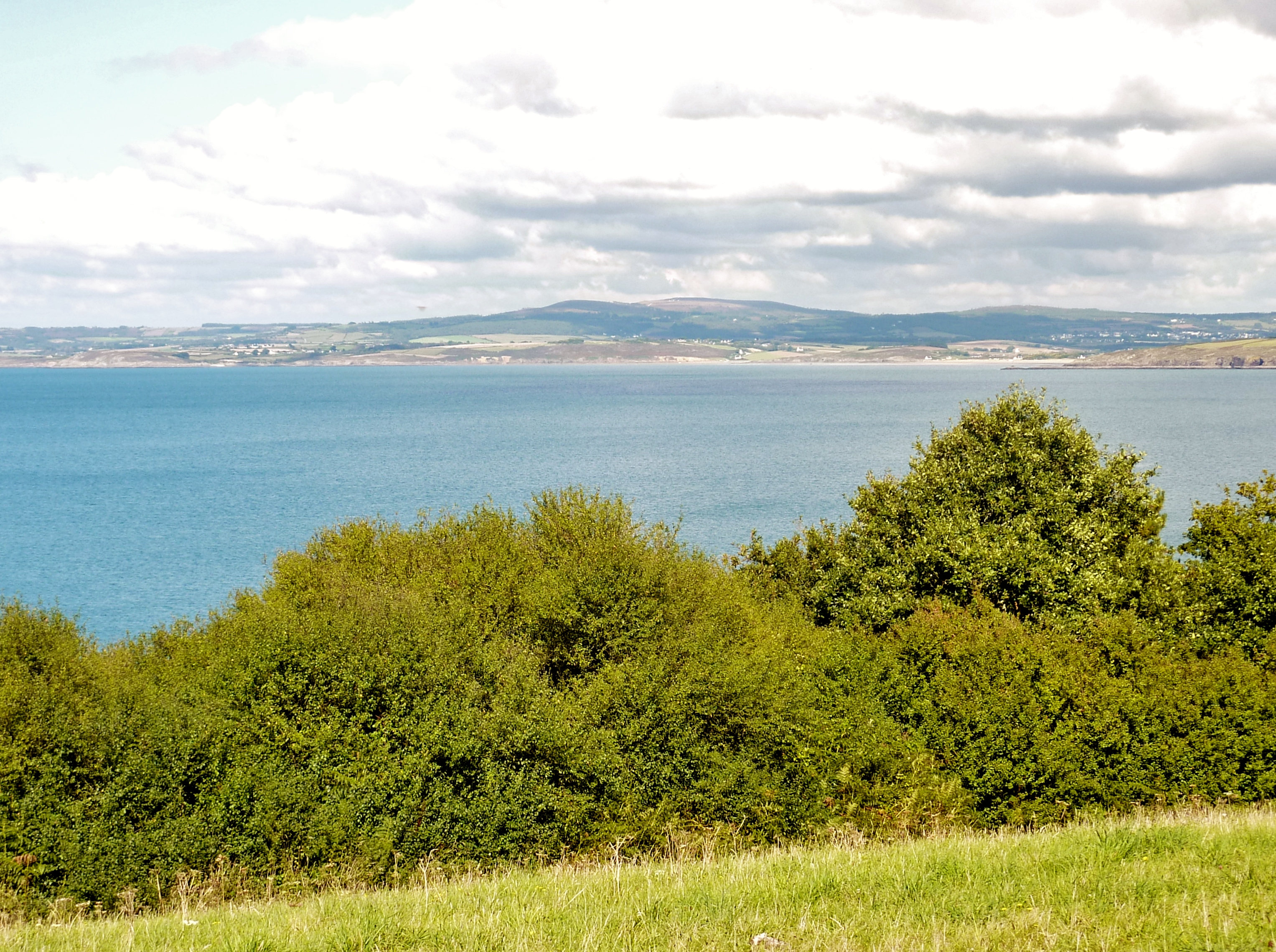
La badia de Douarnenez vista des de Plomarc'h en Douarnenez. Al fons, Ménez Hom (Menez C'homm)

La suposada ubicació de la ciutat ha canviat perquè, segons Paul Sébillot, les seves ruïnes es van imaginar una vegada a la Pointe du Raz, probablement a causa del seu aspecte retallat. Una altra tradició localitza una enorme ciutat submergida al llarg de la badia d'Audierne, vigilada per les ànimes de Dahut i Gradlon en forma de dos corbs. Al segle xviii, la ciutat de Ys estava situada al sud del Finistère. Al segle xix, altres autors com Boucher de Perthes la va situar més al nord, cap a Pontusval o entre Perros-Guirec i Morlaix. És probable que les ubicacions tardanes fossin més nombroses amb l'augment de la popularitat de la llegenda.

### Simbolisme
Els bretons han interpretat sovint la llegenda de Ys com una expressió de transició espiritual entre el paganisme celta i el cristianisme.
Jean Markale veu en la immersió un mite celta fundador, que expressa el desig d'explorar l'altre món i apropiar-se de les seves riqueses, sent la llegenda de la ciutat de Ys la història més coneguda d'aquest tema. L'analitza simbòlicament com una oposició entre una religió pagana serena i naturalista, i una religió cristiana estricta, severa i castrant.
Per a Françoise Le Roux i Christian J. Guyonvarc'h, aquesta teoria sovint esmentada és falsa, i els elements escrits no permeten validar aquesta interpretació. En el moment en què circulen les versions més antigues (segles xv i xvii), Dahut la «pecadora» mai no és percebuda com un símbol del paganisme celta. La seva naturalesa sembla desconeguda. Així mateix, cap text antic no menciona la presència de llocs de culte pagans a la vila de Ys. Arriben a la conclusió que simplement simbolitza el Mal vençut pel Bé.
En la introducció a La Légende de la mort a Basse-Bretagne, d'Anatole Le Braz, el psicòleg Léon Marillier dona la seva pròpia visió analítica de la llegenda, que la veu més semblant a «una llar submarina dels morts» o bé «un lloc encantat mantingut sota l'aigua per màgia», com el castell de la Bella Dorment:
| «                                                                     | Es tracta d'una mena de llars submarines dels morts o és una […] ciutat encantada que un encanteri màgic la manté captivat sota l'aigua? […] La paraula resurrecció s'utilitza constantment per indicar l'alliberament de la ciutat, i això tendria a fer creure que es tracta, efectivament, d'una ciutat dels morts, d'una ciutat on només viuen ànimes, però, d'altra banda, certs relats semblen demostrar que la ciutat estava encantada i que la llegenda de la vila de Ys pertany en certa manera a aquest cicle d'històries del tipus de Bella Dorment. […] N'hi hauria prou que un habitant d'aquest món comprés per un cèntim béns de la ciutat de Ys perquè s'alliberés. Però no sabem en què consistiria aquest alliberament; es tracta d'una mort real o, per contra, de la resurrecció i l'aixecament per sobre de les aigües de la ciutat enfonsada? La segona hipòtesi certament ha trobat seguidors [...] | » |
| — Léon Marillier , Prefaci de La Légende de la mort en Basse-Bretagne | |   |

### Anàlisi psicològica i psicoanalítica
Diversos autors veuen en la conclusió de la llegenda de Ys elements relacionats amb la psicologia profunda. A La femme celte (La dona celta, 1979), Jean Markale l'interpreta com una repressió, la dels celtes i la seva cultura impulsada des de Bretanya, però romanent enterrada a l'inconscient, igual que la ciutat de Ys s'amaga sota l'aigua. Va manifestar el seu desig de renéixer aquesta part celta dels bretons: «El que s'inclou en els abismes de la memòria s'ha de tornar a prendre consciència un dia. El que es reprimeix, es derrota, ha d'avançar i prevaldre». Aquest assaig de Markale va ser, tanmateix, molt criticat en l'entorn del medi universitari, en particular per Françoise Le Roux: «el mite de la ciutat enfonsada es converteix, amb Markale, en el de la princesa enfonsada, i el convertim en un mite dels orígens perquè inclouria un regressus ad uterum ... el llibre té les falles de tot allò que el seu autor escriu […] sense poder accedir als textos, falta de mètode, documentació deficient».
Philippe Carrer (1983) veu en la llegenda de Ys la memòria d'un «matriarcat psicològic», que testimonia problemes d'integració entre la mentalitat celta i la mentalitat cristiana. Segons ell, l'equilibri psicològic de la societat celta es basava sobretot en la cobertura mediàtica del matriarcat, que va desaparèixer amb el feudalisme. Amb la victòria del patriarcat sobre els valors femenins, l'equilibri s'interromp i tota la ciutat s'enfonsa.
El psicòleg Pascal Hachet va proposar el 2002 una lectura psicoanalítica de la llegenda. Creu que Ys, des de les seves versions anteriors conegudes, simbolitza la «trobada traumàtica de dues cultures ... una de les quals desapareix després de ser aniquilada per l'altra». En Le mensonge indispensable. Du trauma social au mythes (La mentida essencial. Del trauma social als mites) es basa, sobretot, en tradicions orals populars que la reaparició de Ys condueix a la submersió d'altres ciutats (París, Brest, Ouessant, Quimper...), i en la visió popular de ciutat «suspesa» sota l'aigua a l'espera d'un esdeveniment alliberador. En termes psicoanalítics la ciutat representa la repressió conservada en una «cripta», una escletxa hermètica de l'ego. Explica les grans variacions d'aquesta llegenda per aquesta experiència difícil de suportar, que va provocar una introjecció de la pèrdua de la cultura celta. Els valors celtes s'haurien posat en una «cripta», per manca de poder integrar-se amb els valors cristians. També ho veu com a conseqüència de «la fascinació secreta i vergonyosa de molts cristians per les idees religioses dels celtes». Ys seria el rastre cultural original i poderós d'una situació de dol col·lectiu: la impossibilitat per als evangelitzadors en terra bretona d'evitar la fascinació (prohibida d'expressió respecte als dogmes cristians) per la manca de maniqueisme exaltat pels mites celtes (on les idees de pecat i condemnació no existeixen), i que es van veure obligats (en nom de l'Església) a destruir-los demonitzant-los o «infernalitzant-los».
Un altre estudi psicoanalític del mite Dahud-Ahès va aparèixer el 2006 sota la ploma de Colette Trublet. Segons ella, la història de la vila de Ys parla de la guerra que el catolicisme va lliurar contra els antics cultes, però sobretot la història del desig de l'home de dominar la dona.

### Creences i esoterisme
La creença a la vil de Ys és àmpliament compartida, tant en cercles intel·lectuals com en els cercles més populars de la Bretanya. Jean Balcou (2002) arriba a dir que «cap bretó qüestiona la seva existència». Émile Souvestre assenyala en les seves notes la seva creença en la realitat de la vila de Ys. Paul Sébillot també ho creu, basant-se en els nombrosos testimonis orals que la situen a la badia de Douarnenez en la seva època. Antoine-Jean-Marie Thévenard creu que aquesta vila existia i que el mar impulsat per un huracà violent la va destruir. El 1981, Yann Brekilien va escriure al seu llibre La Mythologie celtique (La mitologia celta) que la vila«amb tota seguretat va existir». Per contra, per a Arthur de La Borderie, Ys no té realitat històrica.
Alan Stivell evoca, en el seu llibre dedicat a les llegendes celtes, la fascinació que li atorga: «Ys, la rebel, del qual es deia que, quan reapareixi, París quedaria submergida. I somniava com un nen, amb una gran onada celta que engoleix París, mentre somniava amb una ciutat espacial, com l'Estació Espacial Internacional». Una dita bretona, efectivament, diu que «Quan la vila de Ys surti de l'aigua, Brest i Ouessant seran destruïdes i Quimper se submergirà». També es diu que les campanes de les esglésies de Ys es poden escoltar quan la mar està en calma.
El 2003, Pascal Bancourt va publicar Les Mystères de la ville d'Is - L'héritage spirituel des légendes celtiques (Els misteris de la ciutat d'Is - El llegat espiritual de les llegendes celtes) a les edicions del Rocher. Segons ell, la llegenda de Ys prové d'una tradició d'iniciació druídica, celta i pre-celta. El coneixement d'aquesta «elit espiritual» hauria perdurat durant els primers temps del cristianisme, i la llegenda de Ys conservaria rastres «d'aquesta saviesa mil·lenària», una iniciació capaç de «transmutar l'ésser humà» transmetent el testimoni d'una «realitat invisible».

### Ys i París
Josse Bade (1526) compara la seva etimologia amb la de París, informació que probablement va recuperar dels monjos copistes de l'època. Émile Souvestre també cita una creença del segle xix, segons la qual «els homes dels temps antics» buscaven un nou nom per a la seva capital, i la van anomerar «Par-Is», és a dir «Igual que Ys», per mostrar el seu desig d'igualar o fins i tot superar l'esplendor de Ys. Segons ell, aquesta etimologia popular és acceptada a la Bretanya en la seva època.

### Mitologia comparada
El mite de la dona de l'altre món és molt present a Irlanda. El de l'immersió, tal com es presenta a les diferents versions, parteix significativament de la interpretació celta d'aquest tema a la llegenda de Ys, per apropar-se al motiu bíblic de la inundació. Les ciutats submergides en les tradicions celtes, en particular les irlandeses, estan abans d'arribar a l'Altre Món: l'ànima només pot arribar creuant l'aigua. Un relat del Llyfr Du Caerfyrddin (Llibre negre de Carmarthen), el poema de la immersió de Maes Gwyddneu, té punts en comú amb el de Ys; una noia jove causa submersió de la ciutat «per haver desencademant després d'una festa». En aquest cas, la submersió és un càstig per les orgies i l'embriaguesa.

## Ys en la literatura i l'art

### Literatura
Al segle xx, diferents versions de Ys tenen com a objectiu presentar la llegenda a un gran públic.

#### Novel·les per adults
És La Légende de la ville d'Ys d'après les textes anciens (La llegenda de Ys segons els textos antics), versió escrita per Charles Guyot el 1926, la que es considera (equivocadament) com la versió canònica de la història de Ys.
El 1961, Henri Queffelec va publicar Tempête sur la ville d'Ys (Tempesata sobre la vila de Ys). Un intent de reconstrucció romàntica del final de Ys, aquesta versió es basa en llegendes, però també, segons el seu autor, en bases «científiques, geogràfiques i històriques».
Michel Le Bris va publicar el 1985 la novel·la Ys, dans la rumeur des vagues (Ys, en la remor de les ones). Ys és la història de les nostres revoltes interiors. El desig i la necessitat de capbussar-se en mites per fecundar la nostra manera de pensar sobre el món.
Le Roi d'Ys (El reid de Ys) de Poul i Karen Anderson (1986-1988) és molt més romàntica. Ys es converteix en una ciutat federada que, des de Juli Cèsar, gaudeix d'un estatus privilegiat i la fundació de la qual es remunta a l'arribada de fugitius cartaginesos.
Françoise Gange va publicar el 1988 La Ville plus basse que la mer (La vila més baixa que la mar). Ella explica la «conquesta espiritual» i la destrucció de Ys per part de Guénolé. A través de Guénolé, Fançoise Gange mostra com l'església manté l'odi dels antics cultes (celtes i grecs).
A Les Bienveillantes (Les benignes) Jonathan Littell evoca la llegenda de Vineta, una ciutat de la costa bàltica de l'actual Polònia, i la compara amb Ys.
Ys va proporcionar el material per a la novel·la paròdica La Dérive des incontinents (La deriva dels incontinents), publicada per Gordon Zola el 2008. Evoca la persistència de la seva família dominant.
Diverses novel·les i històries de detectius ocupen el marc de la llegenda. Martial Caroff és l'autor de les Quatre Saisons d'Ys (Quatre estacions de Ys) en la col·lecció de Granit Negre (2000-2007, rebatejada com a Cinq Saisons d'Ys (Cinc estacions de Ys) quan es va publicar el cinquè volum). Fa que els seus personatges vagin per la ciutat de Ys durant les investigacions.
A Folie d'Ys - Enquête sur la Légende (Bogeria de Ys - Investigació sobre la legenda), Michel Brosseau destaca, al torn d'una intriga policial, la construcció de la llegenda de Ys per part dels cristians i de l'Església catòlica, amb l'objectiu de controlar la gent.

#### Novel·les juvenils
El 1923 va aparèixer Le Petit Roi d'Ys (El petit rei de Ys) de Georges G. Toudouze, autor de la sèrie juvenil Cinq jeunes filles. En aquesta versió, Gradlon és un rei bo i generós que es casa amb la princesa Ahès. Ella és la que obre les rescloses que protegeixen la ciutat de Ys de la fúria de les ones, submergint la ciutat i ofegant tots els seus habitants.
El Pays d'Ys (2001-2003) és un dels mons en què evolucionen els herois del Livre des Étoiles (Llibre de les estrelles) d'Erik L'Homme.
Ker-Is, la légende de la ville au milieu des flots (Ker-Is, la llegenda de la ciutat enmig de les onades, 2010) és un àlbum juvenil publicat de Jean-Pierre Kerloc'h. Les il·lustracions són de Jérémy Moncheaux.

#### Còmics
- El còmic Bran Ruz, obra d'Alain Deschamps i Claude Auclair, va aparèixer entre 1978 i 1981. La història es va publicar prèviament a la revista (À suivre) i després publicada en un àlbum. Està inspirat en la llegenda de Ys, que es presenta al públic en un fest-noz, i convoca a diversos personatges de les llegendes bretones, en particular dels Ankú i els Korrigans.[63] Aquest còmic està molt impregnat del pensament dels anys posteriors del Maig del 68. Denuncia les derives del catolicisme, ja que és Gwénolé qui provoca allà la inundació de Ys. Els autors de Bran Ruz s'han documentat molt amb especialistes, però han confiat el seva prefaci al prolífic Jean Markale.[64]
- La sèrie de còmics de Merlí barreja la llegenda de Ys amb la de Merlí i altres elements de la mitologia bretona. Al primer volum, «La ira d'Ahès», la princesa de Ys vol venjar-se dels Humans i ordena al cap dels silfs que fecundi la més pura de les humanes per donar a llum a Merlí.[65] El desè volum titulat «La princesa de Ys» conclou l'enfrontament entre Ahès, la princesa de Ys, i el seu fill Merlí. Segons el crític Jean-Sébastien Péron, Ahès és sensible i fràgil, i l'enfrontament entre Ahès i Merlí dona a la història una dimensió dramàtica.[66]
- La sèrie Les Druides de Thierry Jigourel, Jean-Luc Istin i Jacques Lamontagne evoca Ys al segon volum, «Is, la blanche» (2006), quan Gwench'lan ha d'investigar sobre Dahut a la mítica ciutat, enmig de les tensions entre catòlics i pagans.[67]
- Ys,[68] d'Annaïg Plassard i Loïc Sécheresse, publicat el 19 de setembre de 2018 i amb el prefaci de Gilles Servat, ofereix una adaptació contemporània de la llegenda de Ys.[69]

### Teatre
- Ys la Maudite, de Goulc'han Kervella (Ar Vro Bagan, 1987)
- Lionel Courtot descriu en Ys, adaptation théâtrale de la légende de la ville (2000) de Éditions Alain Bargain, un retrat fort i commovedor dels diferents protagonistes de la llegenda de Ys.
- Au pays de la Gwerz és una evocació poètica, musical, lírica, concebuda, escrita i produïda per Patrick Nedellec. Théâtre du Sphinx, Nantes, 13 de maig de 2016.

### Filmografia
- La Cité d'Is : telefilm de Michel Subiela (1970) amb André Valmy (el rei Gradlon) i Isa Mercure (Malgven / Dahuse) : en Le Tribunal de l'impossible, série de televisió (1967-1974), temporada 1, episodi 10.
- La ville d'Ys sur un plateau : reportage de Bernadette Bourvon diffusé sur France 3 le 29 de novembre 2014.
- A la dècada del 1980 es va iniciar una sèrie animada, Ys la magnifique, coproduïda per Antenne 2, però aquest projecte va ser abandonat el 1988 a causa de la liquidació de l'estudi Bélokapii.[70]

### Música
L'aspecte històric i èpic de la llegenda inspira la creació de Le Roi d'Ys (El Rei de Ys) d'Edouard Lalo en la seva primera versió el 1875. En la seva versió final, la «grand opéra» se centra en l'aspecte dramàtic. Presentada el maig de 1888, l'òpera va arribar a la 100a representació a l'Opéra-comique el 24 de maig de 1889. La introducció de temes folklòrics, sovint presentant un toc musical modal, va permetre escapar del model wagnerià dominant, a més de «crear un ambient, definir un espai, intentar una ubicació que és probable i mítica». L'èxit de l'òpera de Lalo permet instal·lar Ys de forma duradora en la cultura.
Le Chat noir, cabaret de Montmartre, continua lligat a la creació del teatre d'ombres: La Ville d'Is, récit fantastique (La vila de Ys, una història fantàstica, 1895) està escrita i composta per Georges Fragerolle i els 7 quadres són il·lustrats per H. Callot i L. Martin.
Es diu que Claude Debussy es va inspirar en llegir la llegenda que apareix al començament de les Souvenirs d'enfance et de jeunesse (Memòries d'Infància i joventut) d'Ernest Renan per escriure el preludi per a piano La Cathédrale engloutie (La catedral submergida, 1909-1910). El seu repte és recrear musicalment l'univers de la llegenda, amb un ambient marítim i gairebé medieval que permet suggerir com era la vila de Ys.
Entre el Gorsedd bretó, dos compositors s'interessen per la llegenda: Bourgault-Ducoudray evoca Ahès a La Chanson de la Bretagne (Cançó de la Bretanya) i el nantès Jacques (Jac) Pohier utilitza la versió del Barzaz Breiz i la melodia de Souêtre en el cinquè quadre A Ger un Iz de la seva epopèia bretona Armor. Entre els compositors que van fundar el 1912 l'Assemblea de Compositors Bretons, dos (Paul Martineau i Paul Le Flem) tracten amb la ciutat de Ys i més concretament amb Dahut. No obstant això, Martineau, qui va morir el 1915 als vint-i-cinc anys, no va tenir temps per escriure la seva òpera Dahut, però va aconseguir compondre un ballet, Sous les flots (Sota les ones). El tema apareix tres vegades a l'obra de Paul Le Flem: el 1908 en Crépuscule d'Armor (Crepúscule d'Armor), en un cor per a dones després de la Segona Guerra Mundial a La Magicienne de la mer (La Maga de la mar), òpera finalitzada el 1947 i estrenada a l'Opéra-comique el 1954, i vint anys després va tornar al tema en La Maudite (La maleïda), un gwerz, que té el seu origen en el Barzaz Breiz.

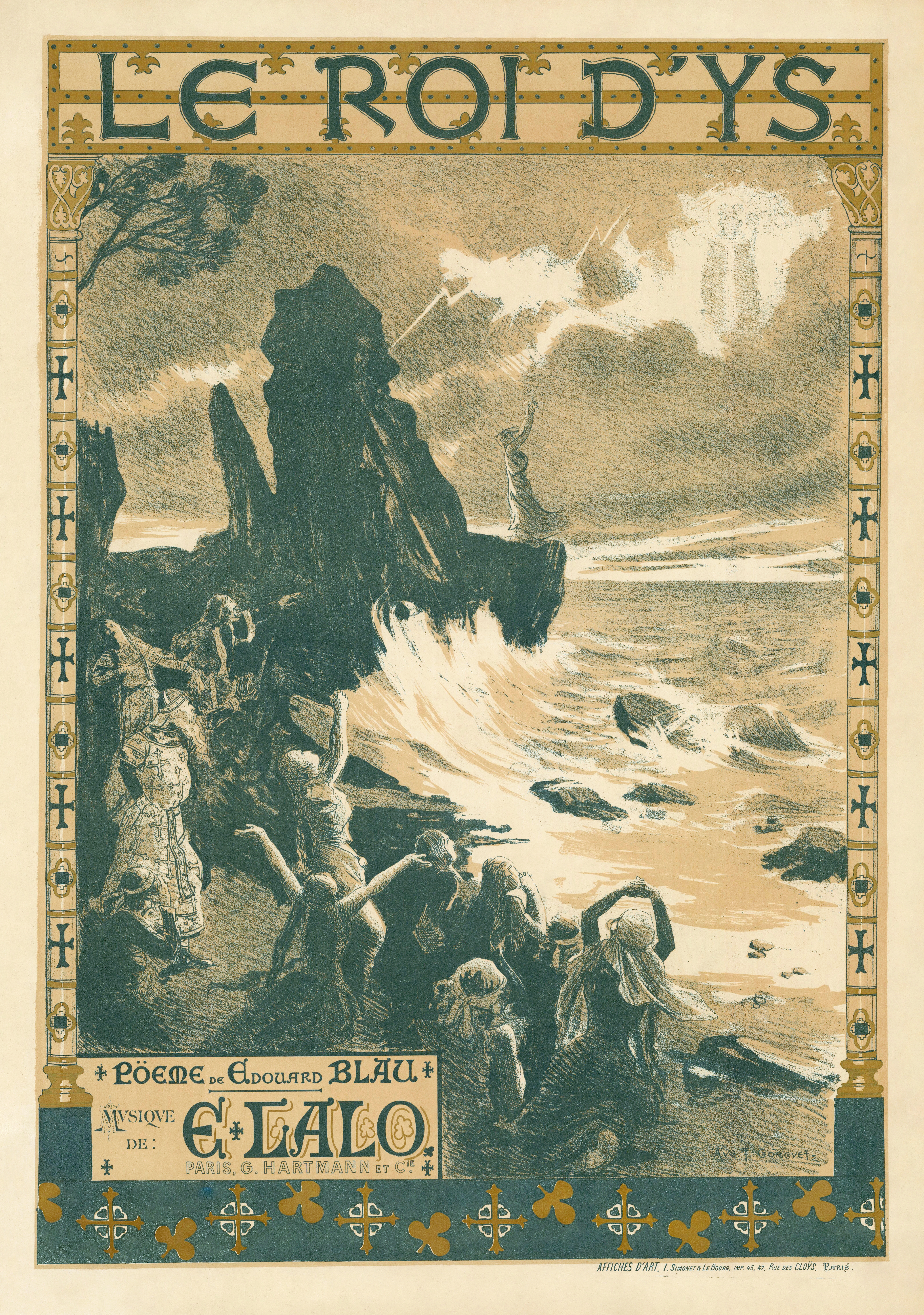
Caràtula del llibret Le Roi d'Ys, de 1888
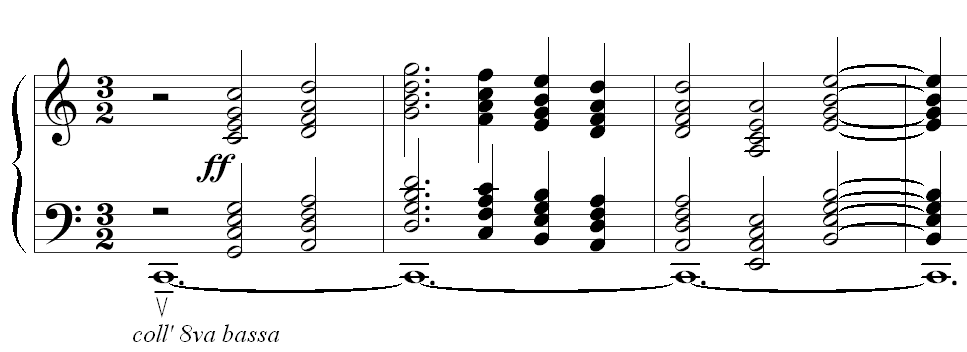
Els «Acords de les campanes» de La cathédrale engloutié (preludi 10), de Claude Debussy
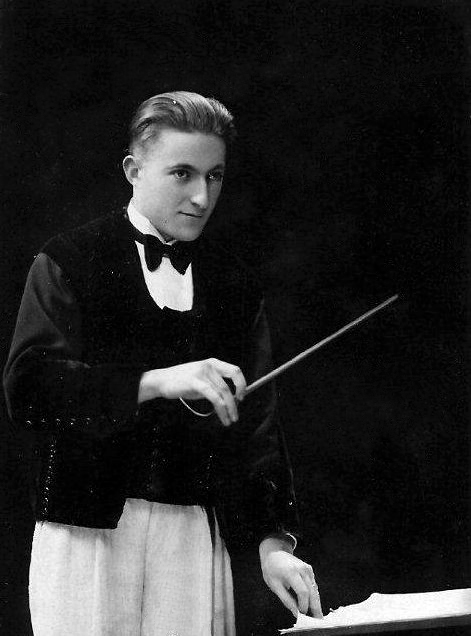
El director d'orquestra bretó Jef Le Penven
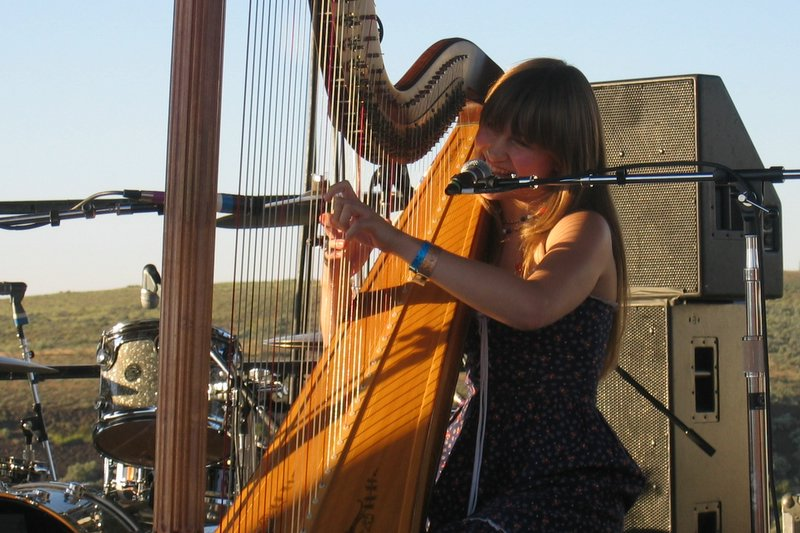
Joanna Newsom, l'arpista estatunidenca que va publicar l'àlbum Ys

El compositor belga Jef Le Penven escriu Gradlon et la ville d'Ys (Gradlon i la ciutat de Ys) per bombarda i orgue. El 1942, Le Penven va escriure Teir C’hannen e stumm ar c’hanaouennou pobl (Tres cançons en l'esperit popular) per a tenor i piano, unes cançons que obren Kanenn Dahud, «Chant de Dahut» (lletres d'Abeozen en bretó KLT i música inspirada en la manera dorià de la Complainte sur la ville d'Is (Lament sobre la ciutat de Ys). El 1954, després de traslladar-se a Quimper, Le Penven va publicar Klemmgan ar Varc'hegeien (El lament dels cavallers) extret del Jeu du roi Gradlon (Joc del rei Gradlon) de Per-Jakez Hélias. Hélias, organitzador del Festival de Cornualla des de 1948, li ofereix compondre la música de so i llum per al festival de Quimper de 1954. La segona part, que recorre dos-cents anys d'història, està dedicada a la La grande légende de la ville d'Ys (La gran llegenda de la vila de Ys). El 1959, Le Penven va escriure la seva obra La Messe des Morts à Is (La Missa dels Morts a Ys) sobre el text de George-Day. És la seva op. 72 per a cor mixt. Els textos de la missa catòlica dels morts s'alternen amb poemes interessants sobre la ciutat.
Hi ha moltes interpretacions de la llegenda i els compositors també es permeten una certa llibertat per expressar la seva imaginació. Alan Stivell anomena «Ys» el seu tercer àlbum Renaissance de la harpe celtique, tocada amb l'arpa irlandesa el 1971, igual que el normand Aubert Lemeland el 1973 amb el seu treball per a la guitarra clàssica Ys. El grup de rock progressiu italià Il Balletto di Bronzo es va fer conegut el 1972 amb l'àlbum Ys. Ys inspira al guitarrista de Stivell, Dan Ar Braz, per al concepte del seu primer àlbum Douar Nevez el 1977, una suite musical basada els elements clàssics i llegendaris, així com els altres músics d'Alan Stivell que el van deixar per formar el grup folk YS al desembre de 1975. L'únic àlbum d'aquest grup va ser Madame La Frontière el 1976. Jean-Yves Malmasson va associar Le Chant de Dahut (El cant de Dahut, 1985) amb el seu instrument, les ones Martenot, que dialoga amb l'orquestra de corda alhora que bufava una bombarda. Aquesta obra, interpretada per l'orquestra Rennes (la futura Orquestra Simfònica de Bretanya), va ser premiada per la SACEM el 1986 al festival Les Tombées de la nuit de Rennes.
El 1982, a petició del festival de Cornualla, el compositor de Brest Pierre-Yves Moign destaca el rei a Gradlon Meur ou Is la Ville engloutie (Gradlon Mort o Ys, la vila submergida). L'actuació simfònica té lloc a la catedral de Quimper amb l'orquestra juvenil de Manchester.
El 1994, René Abjean va projectar a Douarnenez l'espectacle Tambouliner Ker Ys, combinant cançons (conjunta coral de tot món), dansa (cercles celtes) i declamació. Va ser finalment el 2000, amb motiu dels cinquanta anys de l'associació Kendalc'h, que va produir l'oratori Liñvadenn Ker Is en onze taules, interpretades per cors, l'orquestra i el cor de Brocéliande, sota la direcció de Jacques Wojciechowski, amb una orquestració de Bruno Gousset.
El 1994, el grup de Nantes Cherche-Lune va gravar la cançó «Ys» al seu àlbum Dun Emrys. L'any 2006, la música californiana Joanna Newsom canta i toca l'arpa el seu àlbum Ys, i el grup Wig A Wag titula una cançó «Babylon Kêr-Is» del disc homònim Wig A Wag. El 2011, el compositor de Brest Benoît Menut va escriure «YS», per a saxòfon alto i piano (op. 31), i el 2012, l'alemany-italià Caspar de Gelmini va escriure «YS : A imaginary Roadmovie from Paris to Douarnenez», per a conjunt (11 músics).

#### Gwerz i cançons
El primer registre escrit d'una cançó dedicada a la vila de Ys data del 1845, a la segona edició del Barzaz Breiz, una cançó anomenada Livaden Geriz (La submersió de la vila de Ys). El gwerz Ar Roue Gralon ha Kear-Is, compost el 1850 per Olivier Souêtre (més conegut com a Souvestre), es propaga pels cercles populars, sobretot pels milers de fulles soltes venudes. Aquesta versió, recitada per Yann ar Minous a Bro Dreger, impressiona el compositor Paul Le Flem i el cantant Yann-Fañch Kemener.

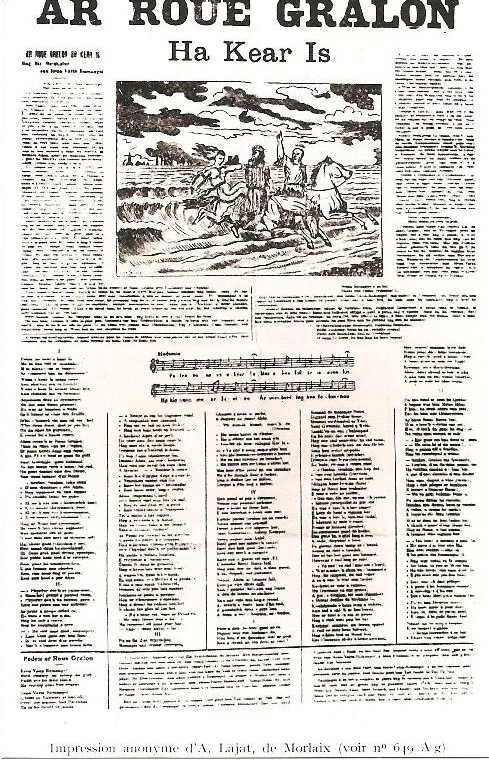
Fulla solta del gwerz Ar Roue Gralon ha Kear-Is

Tal com assenyala el compositor Bourgault-Ducoudray, l'essència dels laments es readapta a altres temes (Skolvan, Dom Yann Derrian, Judit i Holofernes), per als càntics, que canten les paraules llatines de Dies iræ sobre aquesta fórmula melòdica. És aquesta melodia la interpretada per l’organista de la catedral de Saint-Brieuc Charles Collin (1827-1911), mentre que el seu fill, l'organista de Notre-Dame de Rennes, és la melodia de Barzaz Breiz la que inspira la seva Rhapsodie bretonne, submersion de la ville d'Is (Rapsòdia bretona, la submersió de la vila de Ys, 1922). Bourgault-Ducoudray va legitimar en certa manera el lament com a popular i va assegurar la seva difusió en l'entorn musical culte. S'utilitza en obres de teatre: Marcel Labey l'utilitza a Fantaisie pour orchester op. 3 (1900), Jean Langlais va harmonitzar la Légende de la ville d'Ys per a quatre veus mixtes (op. 55a) i per a piano (op. 55b) el 1947. Però, a partir de 1854, Jean-Charles Hess es va inspirar en la llegenda per a La Fête des oiseaux à Quimperlé (La festa dels ocells de Quimper) en la seva tercera obra dedicada al rei Gradlon.
Alumne de Bourgault-Ducoudray, Maurice Emmanuel viatja per la Bretanya, atret pel cant popular i la modalitat. En 1889-1890, va escriure un poema simfònic de set parts amb cors (textos de Jos Parker), titulat Bretagne, que va ser destruiït el 1930 i es va substituir per una composició de quatre parts que constituïa la seva Deuxième Symphonie «bretonne» (Segona simfonia bretona). L'obra, construïda al voltant de la llegenda del rei Gradlon, va ser orquestrada per Paul Paray.